# Harlösa järnvägsstation
Harlösa järnvägsstation är ett stationshus i Harlösa i Eslövs kommun, som uppfördes 1905–1906 för Landskrona–Kävlinge–Sjöbo Järnväg. Det är byggt i jugendstil efter ritningar av Einar Sahlén.
Efter nedläggningen av Dalby–Harlösa–Bjärsjölagård Järnväg 1955 trafikerades spåren i Harlösa endast av godståg. Fram till 1982 använde Statens järnvägar stationsbyggnaden till skola för beredskapspersonal. 
Numera ägs byggnaden av Eslövs kommun och används som bibliotek.

## Järnvägsbolag som trafikerade Harlösa station
- Landskrona-Kävlinge-Sjöbo Järnväg (LKSJ)
- Malmö-Simrishamns järnväg (MSJ), med sidolinjen Dalby–Harlösa–Bjärsjölagård Järnväg
- Bjärred-Lund-Harlösa järnväg (BLHJ)

## Bildgalleri

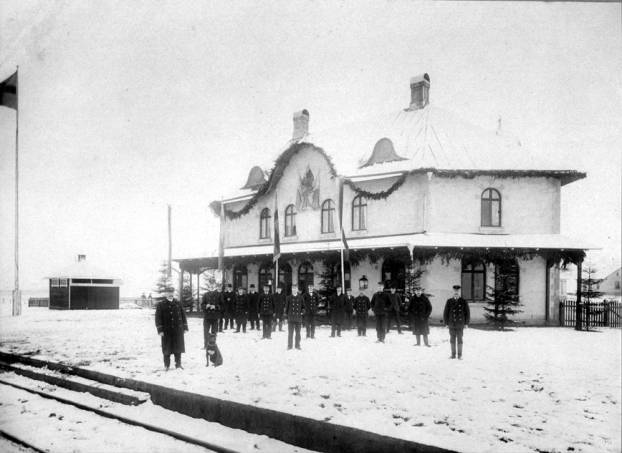
Harlösa station, troligen vid invigningen 1906
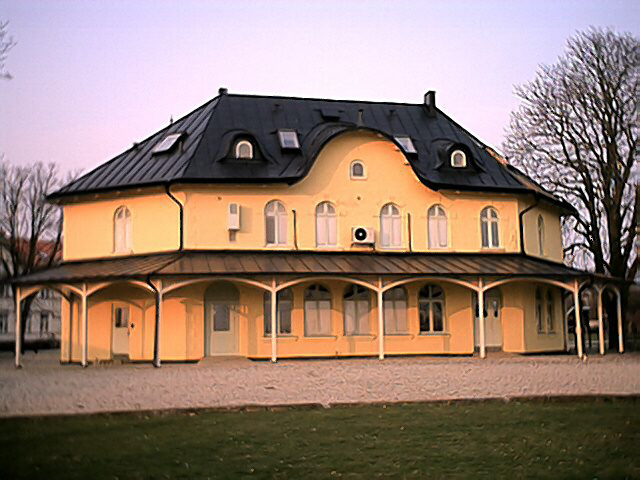
Harlösa station år 2002
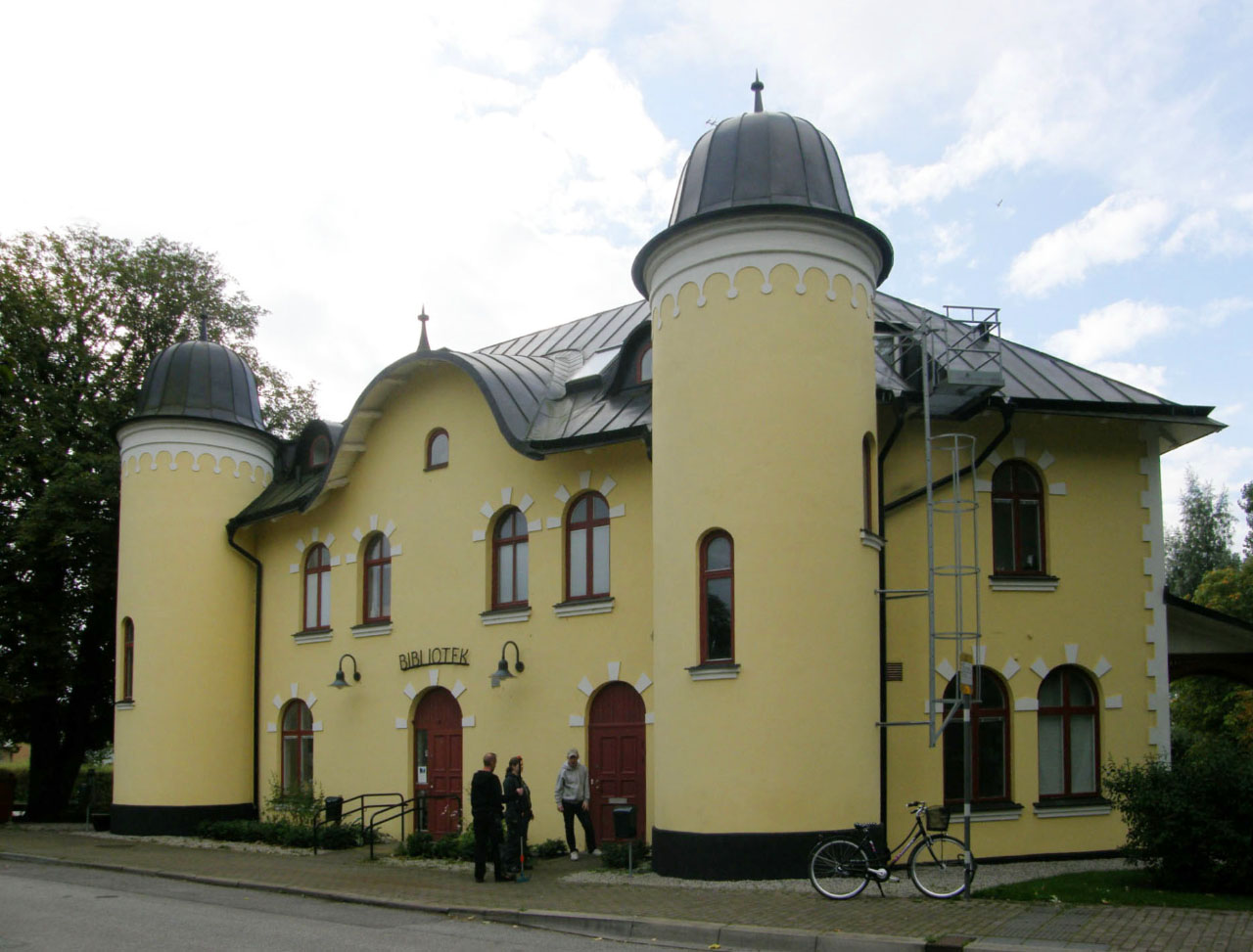
Harlösa station år 2012